# ويليام بارتون (لاعب كريكت)
ويليام بارتون (بالإنجليزية: William Barton)‏ (1777 - 7 يناير 1825) هو لاعب كريكت بريطاني (وحمل سابقاً جنسية المملكة المتحدة لبريطانيا العظمى وأيرلندا ومملكة بريطانيا العظمى).

## وصلات خارجية
- ويليام بارتون على موقع إي آس بي آن كريك إنفو (الإنجليزية)